# Ricardo Gallego
Ricardo Gallego Redondo (født 8. februar 1959 i Madrid, Spanien) er en pensioneret spansk fodboldspiller, der tilbragte størstedelen af sin karriere som midtbanespiller hos La Liga-klubben Real Madrid i sin fødeby. Han spillede desuden to sæsoner hos en anden Madrid-klub, Rayo Vallecano, samt et enkelt år i Udinese i Italien.
Med Real Madrid vandt Gallego det spanske mesterskab fire gange, ligesom det blev til to Copa del Rey-titler og to UEFA Cup-triumfer.

## Landshold
Gallego nåede gennem sin karriere at spille 42 kampe og score to mål for Spaniens landshold, som han debuterede for den 24. februar 1982 i et opgør mod Skotland. Han repræsenterede sit land ved både samt VM i 1982, EM i 1984, VM i 1986 samt EM i 1988. Det lykkedes dog ikke det spanske hold at vinde nogen af turneringerne.

## Titler
La Liga
- 1986, 1987, 1988 og 1989 med Real Madrid C.F.

Copa del Rey
- 1982 og 1989 med Real Madrid C.F.

Supercopa de España
- 1988 med Real Madrid C.F.

UEFA Cup
- 1985 og 1986 med Real Madrid C.F.